# 松平康敬
松平 康敬（まつだいら やすたか）は、江戸時代前期から中期にかけての旗本。

## 経歴
松平康重の五男として生まれる。慶安3年（1650年）9月3日に徳川家綱附属の家臣となり、将軍徳川家光にも初めて御目見する。その後西ノ丸書院番を経て、慶安4年（1651年）6月14日より本城勤務となり、承応元年（1652年）12月18日に廩米300俵を賜わる。元禄13年（1700年）6月11日、72歳で死去。

## 系譜
- 父：松平康重
- 長男：松平康郷
- 次男：渡辺敬 - 渡辺均の養子
- 三男：渡辺滋 - 渡辺広の養子
- 四男：岡田元府 - 岡田元長の養子
- 長女：大村高豊室